# Todd O’Brien
Todd O’Brien (ur. 3 marca 1989 w Media) – amerykański koszykarz, występujący na pozycji środkowego.
21 lipca 2015 roku został zawodnikiem zespołu MKS Dąbrowy Górniczej. 2 listopada klub rozwiązał z nim umowę za porozumieniem stron.

## Osiągnięcia
NCAA
- Zaliczony do I składu debiutantów Patriot League (2008)[3]